# Patrick D’Rozario
Patrick D’Rozario CSC (Padrishibpur (Barisal), 1 oktober 1943) is een Bengalees geestelijke en een kardinaal van de Rooms-Katholieke Kerk.
D’Rozario trad toe tot de congregatie van het Heilig Kruis (CSC) en legde op 14 juni 1962 zijn gelofte af. Op 8 oktober 1972 werd hij priester gewijd.
Op 21 mei 1990 werd D’Rozario benoemd tot bisschop van Rajshahi; zijn bisschopswijding vond plaats op 12 september 1990. Op 3 februari 1995 volgde zijn benoeming tot  bisschop van Chittagong. Op 25 november 2010 werd hij benoemd tot aartsbisschop-coadjutor van Dhaka. Toen Paulinus Costas op 22 oktober 2011 met emeritaat ging, volgde D’Rozario hem op als aartsbisschop van Dhaka.
D’Rozario werd tijdens het consistorie van 19 november 2016 kardinaal gecreëerd. Hij kreeg de rang van kardinaal-priester. Zijn titelkerk werd de Nostra Signora del Santissimo Sacramento e Santi Martiri Canadesi.
D’Rozario ging op 30 september 2020 met emeritaat. Op 1 oktober 2023 verloor hij - in verband met het bereiken van de 80-jarige leeftijd - het recht om deel te nemen aan een toekomstig conclaaf. 